# Friform
Friform, begrepp inom rollspelsvärlden när berättandet sätts i fokus. Regler är snarare riktlinjer, och de innehåller mer råd för hur roller ska spelas och för uppbyggnaden av storyn i rollspelet ska se ut. Friform handlar om, för spelarens del, att spela (i bemärkelsen agera) en roll och undersöka vad den rollen kan göra för att bidra till en god story. För spelledarens del handlar det om att föra in dramatiska moment som bidrar till gott berättande och stämning. I friform utforskas teman, stämningar och relationer på ett annat sätt som inte är möjligt i ett konventionellt bordsrollspel, där regler antingen öppnar upp dörrar för oplanerade händelser eller helt enkelt sätter stopp för det omöjliga. Det sociala samspelet bidrar till fantasi och avgör hur berättandet fortskrider och kräver en större trygghet och mognad i gruppen än i konventionella rollspel. Därför är det vanligare att friform förekommer bland äldre och erfarna rollspelare. Friform betyder inte mindre regler, men att reglerna fokuserar mer på storyn som berättas, temat som utforskas och på karaktärerna som bidrar till storyn. Dessa regler kan skifta, upphöra och anpassas till storyn och är ofta godtyckliga. (Regler i friform kan snarare förknippas med kulturella och sociala normer, än mekaniska regler byggda på statistik och slump.) 
Till viss del är det sant att friform är en reaktion på konventionellt bordspelsrollspels regelmissbruk och tärningskastande, som kunde upplevas som ett störande inslag för själva berättelsen. Men det går även att hävda att friform är en ouppmärksammad sagoberättande kultur som väckts till liv i rollspelskulturen. 
Produktioner till friformsrollspel hade sin glansperiod i mitten på 1990-talet fram till millennieskiftet. Det dök upp många friformsskribenter och det arrangerades till och med konvent där alla rollspelsarrangemang var friformsarrangemang. De senaste åren har dock friformsscenarion blivit färre och färre på konvent och är nu i minoritet. I Danmark är friform fortfarande väldigt populärt och kvaliteten hög och den amerikanska spelmakarrörelsen har från 2009 och framåt upptäckt the Nordic freeform och använt sig av de teknikerna för att skapa egna spel.
Förvisso har det tidigare varit enkelt att skriva och släppa enskilda scenarier till friformsrollspel, men det är knappast lönsamt. Friformsrollspel är en minoritet i rollspelsvärlden och med tanke på att friform existerar i en bransch med mycket liten omsättning, är det inte heller så konstigt att friform fått hållas tillbaks. Detta i sig kanske bidrar till att friformsrollspelet har minskat i popularitet. Men det kan också vara så att friform hålls levande och sprids i subkulturens kretsar, via konvent och migrerande rollspelare. Med tanke på att friformen är mer lajvliknande än konventionella bordsrollspelen och med tanke på att många friformare sysslar med lajv kan det hypotetiskt vara så att friform utövas bland dessa. Internet har också möjliggjort friformens spridning och utövning på ett helt nyare sätt än vad som förut var möjligt. Dessutom skiljer sig teman, förhållningssätt och innehåll från en friformsgrupp till en annan, vilket kan göra det svårt att skapa homogena produktioner som passar alla.
Ännu så länge finns bara en bok om friform utgiven på svenska, "Från Atlantis till Blekinge", av friformsgruppen ASF. Boken "Desolate Places" med nordiska rollspel, bland annat svenska och danska friformsrollspel är i faggorna.